# قارچ کلاه‌چرب لزج
قارچ کلاه‌چرب لزج (نام علمی: Hygrocybe irrigata) نام یک گونه از تیره قارچ‌های کلاه‌چرب است.